# Lake Hart
Lake Hart es un lugar designado por el censo ubicado en el condado de Orange en el estado estadounidense de Florida. En el Censo de 2010 tenía una población de 542 habitantes y una densidad poblacional de 113,49 personas por km².

## Geografía
Lake Hart se encuentra ubicado en las coordenadas 28°23′14″N 81°14′25″O / 28.38722, -81.24028. Según la Oficina del Censo de los Estados Unidos, Lake Hart tiene una superficie total de 4.78 km², de la cual 3.45 km² corresponden a tierra firme y (27.71%) 1.32 km² es agua.

## Demografía
Según el censo de 2010, había 542 personas residiendo en Lake Hart. La densidad de población era de 113,49 hab./km². De los 542 habitantes, Lake Hart estaba compuesto por el 94.46% blancos, el 0.74% eran afroamericanos, el 0.18% eran amerindios, el 3.14% eran asiáticos, el 0% eran isleños del Pacífico, el 0.92% eran de otras razas y el 0.55% pertenecían a dos o más razas. Del total de la población el 8.12% eran hispanos o latinos de cualquier raza.